# Kukułcze Skały
Kukułcze Skały (deutsch Kuckuckssteine, tschechisch Kukaččí skály) ist die polnische Bezeichnung einer Felsformation aus Granit im westlichen Teil des Schlesischen Kamms des Riesengebirges in Polen.

## Lage
Die Felsgruppe liegt auf einer Höhe von 1110 Metern über dem Meer, am Nordhang des Veilchensteins (polnisch Łabski Szczyt, tschechisch Violík – 1472 m). Die Entfernung von Szklarska Poręba (Schreiberhau) beträgt 3,5 km Luftlinie.
Das Besondere an den Kuckuckssteinen ist das „Pendel“ (polnisch Wahadło), eine schlanke, nahezu frei stehende Felsnadel von ungefähr sieben Meter Höhe, die zwischen den Wänden zweier etwa doppelt so hoher Felstürme eingeklemmt scheint. Stärkerer Wind soll das Pendel bewegen können, was allerdings in den Bereich der Sagen gehört, die sich auch hier um die bizarren Felsformen gebildet haben.

## Entstehung
Entlang des Schlesischen Kamms stößt man auf etliche dieser Felsaufschlüsse, zu denen auch die Kuckuckssteine zählen. Wenn sie, wie in diesem Fall, unterhalb der Waldgrenze liegen, wurden sie erst nach dem Absterben der Fichtenwälder infolge der Luftverschmutzung auch vom Tal aus gut sichtbar.
Allen gemeinsam ist die Art ihrer Entstehung als Ergebnis langwieriger erdgeschichtlicher Prozesse. Bevor der magmatische Gesteinskörper des Riesengebirges an die Oberfläche gelangen konnte, mussten zuerst die darüberliegenden Gesteinsschichten durch Denudation abgetragen werden. Das nun freiliegende Tiefengestein war dann weiteren erosiven Kräften ausgesetzt.
Besonders stark waren diese Einflüsse während der letzten Eiszeit. Gefrierendes Wasser zwischen den Gesteinsritzen sprengte das Material und ließ die typischen, stark abgerundeten Felsformen entsprechend der sogenannten Wollsackverwitterung entstehen. Das zerkleinerte Gestein wurde durch ein „Bodenfließen“ genanntes Phänomen abtransportiert. So erklärt sich, weshalb die Felsen als Aufschlüsse – laienhaft ausgedrückt – isoliert stehen blieben. Geomorphologisch wird die Felsformation dem Typ Tor zugeordnet (namensgebend sind die Tors genannten Felstürme in Dartmoor/England).

## Tourismus
In der Nähe liegt die „Alte schlesischen Baude“. Von dort führt ein gelb markierter Wanderweg, von Schreiberhau kommend, zu den Felsen und weiter in Richtung Śnieżne Kotły (Schneegruben). Am Fuß der Felsen ist ein Rastplatz eingerichtet, von wo man den malerischen Ausblick auf Schreiberhau, den Reifträger und das Isergebirge genießen kann. Obwohl das Gebiet zum polnischen Nationalpark Karkonoski Park Narodowy (KPN) gehört, ist die Felsgruppe als Kletterfelsen ausgewiesen.
Ein größeres Kletterareal liegt nur rund 800 Meter entfernt außerhalb des Naturschutzgebiets. Die Borówczane Skały (Bräuerhansens Steine) sind jedoch touristisch nicht erschlossen. Kein markierter Weg führt dorthin, was vermutlich aus Naturschutzgründen auch so gewollt ist.